# Sauveterre-de-Béarn
Sauveterre-de-Béarn – miejscowość i gmina we Francji, w regionie Nowa Akwitania, w departamencie Pireneje Atlantyckie.
Według danych na rok 1999 gminę zamieszkiwało 1304 osoby, a gęstość zaludnienia wynosiła 90 osób/km² (wśród 2290 gmin Akwitanii Sauveterre-de-Béarn plasuje się na 310. miejscu pod względem liczby ludności, natomiast pod względem powierzchni na miejscu 785.) Obecnie urząd Mera sprawuje Jean Labour .